# 平井綾
平井 綾（ひらい あや、1989年3月8日 - ）は、日本の元AV女優。
身長：150cm。スリーサイズ：豊胸後B90（Fカップ）・W58・H85。血液型：O型。趣味・特技：書道。

## 略歴
- 2008年2月に『初少女 平井綾』でAVデビュー。

## 作品

### アダルトビデオ
2008年
- 初少女 平井綾（2月22日［DVD］/2月23日［レンタル］、クリスタル映像）
- いもうと彼女 平井綾（3月28日［DVD］/2月29日［レンタル］、クリスタル映像）
- ぷるるんウェイトレス 平井綾（4月25日［DVD］/4月26日［レンタル］、クリスタル映像）
- メイドさんは女子校生 平井綾（5月30日［DVD］/5月24日［レンタル］、クリスタル映像）
- ねぇ、Hしよっ★ 平井綾（6月27日［DVD］/6月21日［レンタル］、クリスタル映像）
- 激☆電マ潮吹きFUCK!! 平井綾（7月25日［DVD］/7月19日［レンタル］、クリスタル映像）
- 平井綾のソープしちゃうぞ☆（8月22日［DVD］/8月23日［レンタル］、クリスタル映像）
- 平井綾　セル解禁　First☆Pureness（9月4日、ピュアネスプラネット）
- 縛られる女4時間15連発!!（9月26日、クリスタル映像）
- PURENESS☆HIGH-SCHOOL 様々な学園コスチューム＆シチュエーションでイキまくり!（10月9日、ピュアネスプラネット）
- 挑発エロ痴女×巨乳目線 Gカップ巨乳痴女に完全主観で責められまくり（11月6日、ピュアネスプラネット）
- 潮吹きFUCK DX PART.2（11月7日［DVD］/11月8日［レンタル］、クリスタル映像）
- 巨乳×爆乳GRANDPRIX DX4（11月21日、クリスタル映像）
- CRYSTAL THE BEST 2008 vol.5（11月21日、クリスタル映像）
- 平井綾　ヴァーチャル“巨乳”デートでハメまくり（12月4日、ピュアネスプラネット）
- CRYSTAL THE BEST 2008 vol.6（12月5日、クリスタル映像）

2009年
- CRYSTAL SOAPへようこそ （1月16日、クリスタル映像） オムニバス作品
- Tokyo 流儀 77 （3月3日、プレステージ）
- WATER POLE 70 （3月12日、プレステージ）
- 巨乳ジュ●アアイドル撮影現場 6 （3月19日、グローリークエスト）
- 放課後わりきりバイト 05 （3月20日、S級素人）
- ミスコン 未来の女子アナ陵辱レポート 1 （4月17日、S級素人）
- 完全撮りおろし カリスマモデルだらけの超高級風俗ビル 2 （4月17日、ケイ・エム・プロデュース） オムニバス作品
- オンナがその気になったら VOL.02 （4月22日、プレステージ）
- 東京25時 VOL.35 （6月11日、プレステージ）
- Tokyo A・GE・HA 03 （6月19日、グレイズ）
- ご奉仕フェラチオOL （6月19日、ケイ・エム・プロデュース）
- INSTANT LOVE 6 （6月26日、クリスタル映像）
- 家庭教師 片思いONE SIDE LOVE （7月7日、BeFree）
- kira☆kira Festival -上京物語-中出し in TOKYO （7月19日、kira☆kira） 共演:石川鈴華、さくらひなこ
- もしもカリスマモデルが超高級ソープ嬢だったら… 2 （8月21日、ケイ・エム・プロデュース）オムニバス作品 他出演:辻さき、桜井エミリ、香坂百合
- いいなり。パティシエ見習い娘…仮名あや 20才（9月2日、グレイズ）
- 一夫多妻OPPAI大乱交（9月19日、OPPAI）共演:大塚咲、桜井エミリ、柊りん、ASUKA、二宮せりな
- 黒ストッキング美脚女子校生（9月19日、YeLLOW）共演:紗奈、西村アキホ、優木あおい
- やっぱりおっぱい!!やっばいおっぱい!! 03 （10月1日、プレステージ）
- 東京三ツ星女子校生8（10月1日、EROS HEARTS）※はるか 名義
- 第4回 女子校生！妹-1グランプリ（10月8日、ディープス）共演:星島ちさ、鈴香音色
- 24/7【TWENTY FOUR/SEVEN】 08（10月21日、プレステージ）
- 巨乳コギャルズメイド（11月19日、YeLLOW）共演:高瀬ひとみ、成瀬心美、水城奈緒
- インパクトBODY（11月19日、OPPAI） ※共演:真田春香、沢木樹里、月嶋美唯
- ガチ本番！‘平井綾’の青姦オリエンテーリング（12月19日、SODクリエイト）

2010年
- 東京裏撮り女子校生（1月15日、ケイ・エム・プロデュース）オムニバス作品
- 癒らし。VOL.68（2月5日、アウダースジャパン）
- 一泊二日でセックスざんまい（2月19日、乱丸）
- 僕だけの美少女 〜巨乳ゴスロリ編〜（2月28日、The WoRLd）
- FLASHBACKGIRL ＃1（3月2日、マッド）
- 癒しの巨乳若妻 03（5月12日、プレステージ）
- 寸止めで敏感乳首を狂うほど焦らされちゃった僕。（5月13日、アロマ企画）オムニバス作品
- 超ロリっ娘王様ゲーム（5月27日、SODクリエイト）共演:つぼみ、水玉レモン、成瀬心美、みづなれい
- 34人のおっぱいを揉んで吸いまくる 4（7月13日、ミスター・インパクト）他多数出演